# پادشاه جیان ژو
پادشاه جیان از ژو (به چینی: 周頃王) با نام شخصی جی یی (به چینی: 姬夷)؛ بیست‌دومین پادشاه دودمان ژو و دهمین پادشاه ژو خاوری بود. او جانشین پدرش پادشاه دینگ ژو بود و از ۵۸۵ تا ۵۷۲ پ. م سلطنت کرد. پس از او پسرش پادشاه لینگ ژو به سلطنت رسید.

## خانواده
پسران
- شاهزاده شیه‌شین (王子洩心؛ مرگ ۵۴۵ پ. م)؛ پادشاه لینگ ژو
- یک پسر که زاده دودمان دان و پدر دن کو (儋括) بود.
  - شناخته شده با نام دان جی (儋季)